# إبراهيم شوقي
إبراهيم شوقي (15 فبراير 1989) لاعب كرة قدم بحريني يلعب حاليا لصالح نادي الدرجة الأولى المنامة البحريني في مركز الوسط الأيسر من 2007 كما يجيد اللعب في مركزي الجناح الأيسر والظهير الأيسر.